# Археолошки локалитет Бешка-Брест
Бешка-Брест је археолошки локалитет који се налази у атару села Бешка у општини Инђија. У питању је римска касноантичка некропола датована у 3. и 4. век.

## Историјат
Приликом извођења пољопривредних радова 1965. пронађена је гробница са фрескама. У пролеће 1966. Војвођански музеј у сарадњи са Покрајинским заводом за заштиту споменика културе, предузео је оријентациона истраживања са циљем да се утврди да ли се ради о некрополи или о усамљеној меморијалној гробници. Налази спаљених и скелетних гробова потврдили су постојање римске некрополе. Исте године извршено је подизање фресака и њихово опремање као музејских експоната, а локалитет је стављен под заштиту закона.
Изузетан значај некрополе захтевао је систематска истраживања које је Војвођански музеј са прекидима реализовао од 1967. до 1974. године. Рекогносцирање околног терена у циљу проналажења остатака насеља које би решило питање настанка овако богате некрополе није дало резултате. Током даљег истраживања утврђене су границе некрополе, као и њен положај у односу на околину. Некропола је у целини откривена са вредним и добро очуваним гробним инвентаром и заједно са зиданом гробницом са фрескама.
Откривено је укупно 111 гробова, од којих су 22 спаљена гроба, 81 скелетни гроб, 8 кенотафа и усамљених посуда. Од осталих налаза откривене су две пећи и једна култна јама. Пећи су служиле за спаљивање покојника, а култна јама за похрањивање земље са простора спаљивања.
Од предмета из гробова пронађени су накит, керамичке и стаклене посуде, лончићи, зделе, крчази. Приметно је и присуство разбијених посуда, клинова, новца, жишкова, игала и ножева. Симболика ових предмета везана је за погребни ритуал. Разбијање посуда значило је разбијање урока, и заустављање смрти на оном члану породице који је умро. Жижак и новац су стављани у гроб како би душа нашла пут и платила улаз у подземни свет. Гвоздени клинови представљали су закивање покојникове душе како се не би вратила и узнемиравала живе. Исту сврху имало је убадање иглом или засецање ножем тела покојника.

## Гробница са фрескама
Гробница је датована у крај 3. и почетак 4. века. Зидови гробнице су малтерисани и декорисани фрескама. 
Неуједначеност начина сликања и стила нам говоре да фреске гробнице није радио један уметник. Њихов садржај показује устаљени систем, што није неуобичајено јер је још од најстаријих времена зидно сликарство у гробницама имало утврђену концепцију.
Бешчанске фреске управо рефлектују класични распоред представа: на чеоном делу приказан је покојник са супругом, на источној страни митолошка бића која га уводе у загробни живот, а на дужим странама представљени су декорација архитектуре и сцене везане за овоземаљски живот.
Покојник је обучен у свечану одећу: дугачки хитон са пурпурним огртачем на рамену прикопчаним крстастом фибулом, типичном за римску мушку одећу у 4. веку. Женска фигура на глави има неку врсту сивог турбана, лице јој је оштећено, а обучена је у дугу жућкасту хаљину са белим огртачем пребаченим преко левог рамена. Одећа и рог изобиља који се на слици види лево и десно од брачног пара, сугерише да се радило о имућним људима.
На источној страни гробнице приказане су три младе жене. Атрибути који их красе, скиптар у левој руци, а вага, вретено и свитак хартије у десној руци, упућују на закључак да оне представљају три суђаје (мојре или парке). У грчкој и римској митологији три суђаје су биле: Атропос, која вагом одмерава грехе и добра дела покојника, Лахезис, која на свитку хартије има исписану судбину човекову и Клото, која помоћу вретена преде нит живота и пресеца га кад одреди час смрти. Оно што је необично на њиховом приказу јесте чињеница да су све три овенчане ореолима. Ореол као хришћански симбол светости преузет је из паганског света око 340. године, а представе ореола такође се срећу и на споменицима паганског порекла.
Дуже стране гробнице, украшене су тако да њихова доња зона представља ентеријер у којем је живео покојник, док у горњој зони можемо видети симболе света који га очекује након смрти. 
Јужна страна гробнице у доњем делу приказује 4 фигуре које представљају пратњу покојнику, а према одећи и атрибутима које носе могу се тумачити и као симболи четири годишња доба. Млада жена, достојанствена и озбиљна, одевена по моди жена из виших друштвених слојева с краја 3. и почетка 4. века, у рукама носи корпу са жућкастим плодовима; младићи су такође приказани са својим атрибутима: мрежастом заставицом и гроздом; купастим пехаром и крчагом; плавим послужавником са пецивом.
Северна дужа страна подељена је у три зоне, од којих се у доњој налазе прикази мермерних плоча оивичених црном траком, средња зона подељена је у квадрате, а горња има приказе три пауна. Заједно са мотивима цвећа, гирланди, корпи са плодовима, паунови могу да симболишу бесмртност и васкрсење.
Живопис гробнице, као и њен инвентар сигурно је датирају у крај 3. и почетак 4. века, у време тетрархије, а налаз новца са натписом URBS ROMA, кован од 330. године говори нам да се сахрањивање није могло извршити пре 330.